# Associazione Calcio Lanerossi Vicenza 1960-1961
Questa voce raccoglie le informazioni riguardanti l'Associazione Calcio Lanerossi Vicenza nelle competizioni ufficiali della stagione 1960-1961.

## Stagione
In questa stagione il L.R. Vicenza soffre di alti e bassi, ma con 31 punti si guadagna un'altra tranquilla salvezza. Un filotto di tre vittorie di fila a dicembre, i prestigiosi successi su Fiorentina e Milan, le 12 reti di Oliviero Conti e le goleade sul Bari e sulla Roma, valgono il nono posto finale. Scudetto alla Juventus con 49 punti. Retrocedono la Lazio, il Napoli e dopo spareggio con Udinese e Lecco, il Bari.
L'allenatore biancorosso Roberto Lerici vince il "Seminatore d'Oro" come miglior tecnico stagionale. Nella Coppa Italia nel secondo turno il L.R. Vicenza viene estromesso dal Brescia. In compenso la Primavera vicentina giunge ancora in finale nel torneo di Viareggio.

## Rosa
| N. |                   | Ruolo | Calciatore           |
| -- | ----------------- | ----- | -------------------- |
|    | Italia (bandiera) | P     | Alessandro Bazzoni   |
|    | Italia (bandiera) | P     | Pietro Battara       |
|    | Italia (bandiera) | P     | Renzo Lanza          |
|    | Italia (bandiera) | D     | Bruno Garzena        |
|    | Italia (bandiera) | D     | Giulio Savoini       |
|    | Italia (bandiera) | D     | Giorgio Puia         |
|    | Italia (bandiera) | D     | Dino Panzanato       |
|    | Italia (bandiera) | D     | Giancarlo Capucci    |
|    | Italia (bandiera) | D     | Amedeo Stenti        |
|    | Italia (bandiera) | C     | Giobatta Zoppelletto |

| N. |                    | Ruolo | Calciatore             |
| -- | ------------------ | ----- | ---------------------- |
|    | Italia (bandiera)  | C     | Giorgio De Marchi      |
|    | Francia (bandiera) | C     | Antoine Bonifaci       |
|    | Italia (bandiera)  | C     | Luigi Menti            |
|    | Italia (bandiera)  | A     | Oliviero Conti         |
|    | Italia (bandiera)  | A     | Dimitri Pinti          |
|    | Italia (bandiera)  | A     | Giancarlo Fusato       |
|    | Italia (bandiera)  | A     | Giuseppe Brognoli      |
|    | Italia (bandiera)  | A     | Renzo Cappellaro       |
|    | Italia (bandiera)  | A     | Agostino Di Bartolomeo |
|    | Brasile (bandiera) | A     | Bruno Siciliano        |

## Risultati

### Serie A

#### Girone di andata
| Arbitro: | Campanati (Milano) |

|                     |           |                                              |
| Conti 44’ Pinti 55’ | Marcatori | 27’ Del Vecchio 35’ Pivatelli 50’ Di Giacomo |

| Arbitro: | Bonetto (Torino) |

|             |           |                    |
| Campana 34’ | Marcatori | 84’ (rig.) Savoini |

| Arbitro: | Marchese (Napoli) |

|           |           |                 |
| Conti 60’ | Marcatori | 32’ Cucchiaroni |

| Arbitro: | Di Tonno (Lecce) |

|                                               |           |  |
| Zaglio 15’ Bolchi 48’, 83’ Angelillo 70’, 80’ | Marcatori |  |

| Arbitro: | Adami (Roma) |

|               |           |            |
| Conti 7’, 48’ | Marcatori | 62’ Milani |

| Arbitro: | Rigato (Mestre) |

|               |           |  |
| Giacomini 73’ | Marcatori |  |

| Arbitro: | Righi (Milano) |

|                                                        |           |  |
| Calvanese 45’ Ferretti 47’ Castellazzi 67’ Morelli 89’ | Marcatori |  |

| Arbitro: | Annoscia (Bari) |

|          |           |             |
| Puia 73’ | Marcatori | 1’ Tomeazzi |

| Arbitro: | Cariani (Roma) |

|                 |           |  |
| Facca 2’ (aut.) | Marcatori |  |

| Arbitro: | Babini (Ravenna) |

|                            |           |  |
| Nicolè 31’ Puia 35’ (aut.) | Marcatori |  |

| Vicenza 18 dicembre 1960 11ª giornata | Lanerossi Vicenza | 0 – 0 | Lazio | Stadio Romeo Menti\| Arbitro: \| Bonetto (Torino) \| |
| Arbitro:                              | Bonetto (Torino)  |       |       |                                                      |

| Arbitro: | Di Tonno (Lecce) |

|  |           |          |
|  | Marcatori | 68’ Puia |

| Arbitro: | Samani (Trieste) |

|           |           |  |
| Conti 42’ | Marcatori |  |

| Arbitro: | Adami (Roma) |

|            |           |           |
| Macchi 32’ | Marcatori | 35’ Conti |

| Arbitro: | Politano (Cuneo) |

|           |           |  |
| Conti 15’ | Marcatori |  |

| Arbitro: | Gambarotta (Genova) |

|                                                            |           |                              |
| Giuliano 6’ Corsini 11’ Lojacono 15’, 35’, 65’ Ghiggia 76’ | Marcatori | 28’ De Marchi 69’, 85’ Pinti |

| Arbitro: | Jonni (Macerata) |

|           |           |  |
| Pinti 83’ | Marcatori |  |

#### Girone di ritorno
| Napoli 5 febbraio 1961 18ª giornata | Napoli          | 0 – 0 | Lanerossi Vicenza | Stadio San Paolo\| Arbitro: \| Genel (Trieste) \| |
| Arbitro:                            | Genel (Trieste) |       |                   |                                                   |

| Arbitro: | Leita (Udine) |

|                          |           |                         |
| Fusato 62’ Siciliano 68’ | Marcatori | 7’ Pascutti 67’ Demarco |

| Arbitro: | De Robbio (Torre Annunziata) |

|                                       |           |                  |
| Skoglund 5’, 57’ (rig.) Brighenti 63’ | Marcatori | 77’ (rig.) Conti |

| Arbitro: | Gambarotta (Genova) |

|                  |           |                           |
| Gatti 85’ (aut.) | Marcatori | 11’, 32’ Bolchi 80’ Corso |

| Arbitro: | Campanati (Milano) |

|                       |           |          |
| Tortul 34’ Milani 68’ | Marcatori | 90’ Puia |

| Arbitro: | Lo Bello (Siracusa) |

|                     |           |                           |
| Conti 24’ Pinti 35’ | Marcatori | 26’ Pentrelli 70’ Bettini |

| Arbitro: | Sebastio (Taranto) |

|          |           |  |
| Puia 69’ | Marcatori |  |

| Arbitro: | Genel (Trieste) |

|                             |           |  |
| Gualtieri 40’ C. Crippa 79’ | Marcatori |  |

| Arbitro: | Gambarotta (Genova) |

|  |           |          |
|  | Marcatori | 16’ Puia |

| Arbitro: | Adami (Roma) |

|  |           |           |
|  | Marcatori | 9’ Nicolè |

| Arbitro: | Angelini (Firenze) |

|             |           |           |
| Morrone 88’ | Marcatori | 83’ Conti |

| Vicenza 30 aprile 1961 29ª giornata | Lanerossi Vicenza  | 0 – 0 | Fiorentina | Stadio Romeo Menti\| Arbitro: \| Campanati (Milano) \| |
| Arbitro:                            | Campanati (Milano) |       |            |                                                        |

| Arbitro: | Lo Bello (Siracusa) |

|                               |           |              |
| Massei 71’ (rig.), 79’ (rig.) | Marcatori | 43’ Brognoli |

| Arbitro: | Jonni (Macerata) |

|                                                   |           |            |
| Pinti 41’ Baccari 58’ (aut.) Puia 64’ Garzena 87’ | Marcatori | 52’ Tagnin |

| Arbitro: | Di Tonno (Lecce) |

|             |           |  |
| Maschio 53’ | Marcatori |  |

| Arbitro: | Lo Bello (Siracusa) |

|                                            |           |  |
| Conti 15’ Savoini 19’ Fusato 28’ Pinti 42’ | Marcatori |  |

| Milano 4 giugno 1961 34ª giornata | Milan           | 0 – 0 | Lanerossi Vicenza | Stadio San Siro\| Arbitro: \| Annoscia (Bari) \| |
| Arbitro:                          | Annoscia (Bari) |       |                   |                                                  |

### Coppa Italia

#### Secondo turno
| Arbitro: | Gambarotta (Genova) |

|                                                                   |           |                                  |
| Cella 23’ Bonifaci 60’ (aut.) Albini 90’ Ferrazzi 112’ Fogar 116’ | Marcatori | 9’, 40’ Siciliano 26’, 92’ Pinti |

## Statistiche

### Statistiche di squadra
| Competizione | Punti | In casa | In casa | In casa | In casa | In casa | In casa | In trasferta | In trasferta | In trasferta | In trasferta | In trasferta | In trasferta | Totale | Totale | Totale | Totale | Totale | Totale | DR  |
| Competizione | Punti | G       | V       | N       | P       | Gf      | Gs      | G            | V            | N            | P            | Gf           | Gs           | G      | V      | N      | P      | Gf     | Gs     | DR  |
| ------------ | ----- | ------- | ------- | ------- | ------- | ------- | ------- | ------------ | ------------ | ------------ | ------------ | ------------ | ------------ | ------ | ------ | ------ | ------ | ------ | ------ | --- |
| Serie A      | 31    | 17      | 8       | 6       | 3       | 24      | 15      | 17           | 2            | 5            | 10           | 11           | 31           | 34     | 10     | 11     | 13     | 35     | 46     | -11 |
| Coppa Italia |       | -       | -       | -       | -       | -       | -       | 1            | 0            | 0            | 1            | 4            | 5            | 1      | 0      | 0      | 1      | 4      | 5      | -1  |
| Totale       |       | 17      | 8       | 6       | 3       | 24      | 15      | 18           | 2            | 5            | 11           | 15           | 36           | 35     | 10     | 11     | 14     | 39     | 51     | -12 |

### Statistiche dei giocatori
| Giocatore        | Serie A  | Serie A | Coppa Italia | Coppa Italia | Totale   | Totale |
| Giocatore        | Presenze | Reti    | Presenze     | Reti         | Presenze | Reti   |
| ---------------- | -------- | ------- | ------------ | ------------ | -------- | ------ |
| P. Battara       | 12       | -24     | 1            | -5           | 13       | -29    |
| A. Bazzoni       | 21       | -21     | -            | -            | 21       | -21    |
| A. Bonifaci      | 13       | 0       | 1            | 0            | 14       | 0      |
| G. Brognoli      | 5        | 1       | -            | -            | 5        | 1      |
| R. Cappellaro    | 4        | 0       | -            | -            | 4        | 0      |
| G. Capucci       | 21       | 0       | 1            | 0            | 22       | 0      |
| O. Conti         | 28       | 11      | 1            | 0            | 29       | 11     |
| G. De Marchi     | 27       | 1       | 1            | 0            | 28       | 1      |
| A. Di Bartolomeo | 1        | 0       | -            | -            | 1        | 0      |
| G. Fusato        | 17       | 2       | -            | -            | 17       | 2      |
| B. Garzena       | 31       | 1       | 1            | 0            | 32       | 1      |
| R. Lanza         | 1        | -1      | -            | -            | 1        | -1     |
| L. Menti         | 33       | 0       | 1            | 0            | 34       | 0      |
| D. Panzanato     | 25       | 0       | -            | -            | 25       | 0      |
| D. Pinti         | 18       | 7       | 1            | 2            | 19       | 9      |
| G. Puia          | 27       | 6       | 1            | 0            | 28       | 6      |
| G. Savoini       | 30       | 2       | 1            | 0            | 31       | 2      |
| B. Siciliano     | 21       | 1       | 1            | 2            | 22       | 3      |
| A. Stenti        | 8        | 0       | -            | -            | 8        | 0      |
| G. Zoppelletto   | 31       | 0       | 1            | 0            | 32       | 0      |